# Taha Cengiz Demirtaş
Taha Cengiz Demirtaş (* 15. Mai 1994 in Ankara) ist ein türkischer Fußballtorhüter.

## Karriere

### Vereine
Demirtaş kam in Altındağ, einem Stadtteil von Ankara auf die Welt. In Ankara begann er mit dem Vereinsfußball in der Jugend von Gençlerbirliği Ankara. Im Sommer 2009 erhielt er hier zwar einen Profivertrag, spielte aber weiterhin für die Nachwuchsmannschaften. Zur nächsten Saison wurde er an den Zweitverein von Gençlerbirliği, an den Viertligisten Hacettepe SK ausgeliehen und spielte hier eine Saison lang für die Nachwuchsmannschaft dieses Klubs. Zur Saison 2011/12 wurde er samt Ablöse an Hacettepe abgegeben und befand sich als 3. Torhüter im Kader der Profimannschaft. In der Viertligapartie vom 24. Oktober 2012 gegen Gebzespor gab er sein Profidebüt. In der Saison 2013/14 erreichte er mit seinem Verein die Play-off-Sieger der TFF 3. Lig und Aufstieg in die TFF 2. Lig.
Zur Saison 2016/17 kehrte er zu Gençlerbirliği zurück.

### Nationalmannschaft
Demirtaş startete seine Nationalmannschaftskarriere 2008 mit einem Einsatz für die türkische U-15-Nationalmannschaft. Nach einem weiteren U-15-Einsatz, begann er für die Türkische U-16-Auswahl auszulaufen.

## Erfolge
Mit Hacettepe SK
- Play-off-Sieger der TFF 3. Lig und Aufstieg in die TFF 2. Lig: 2013/14

Mit Gençlerbirliği Ankara
- Vizemeister der TFF 1. Lig und Aufstieg in die Süper Lig: 2018/19